# ماریتا کخ
ماریتا کخ (انگلیسی: Marita Koch؛ زادهٔ ۱۸ فوریهٔ ۱۹۵۷) یک ورزشکار اهل آلمان است؛ و رکورد دار دوی ۴۰۰ متر در جهان است.

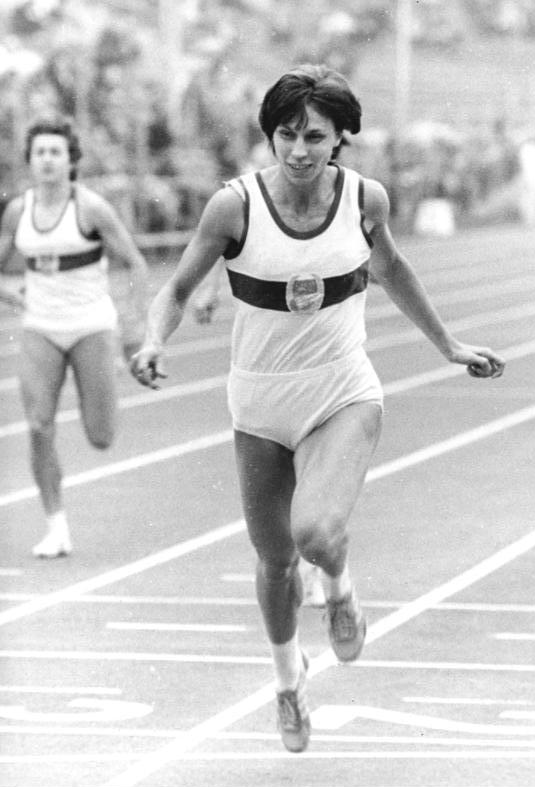